# 장옌 (배우)
장옌(중국어: 姜妍, 병음: Jiāng Yán, 한자음: 강연, 1986년 5월 20일 ~ )은 중국의 배우이다.

## 출연작

### 드라마
- 2014년 저장 위성 텔레비전 중국람극장 《미려적계약》 - 모처우 역
- 2014년 안후이 위성 텔레비전 해돈제일극장 《애정회래료》 - 우소락 역
- 2017년 후난위성텔레비전 금응독파극장 《친애적타문》 - 구지아이 역
- 2018년 동방 위성 텔레비전 동방극장 《미호생활》 - 다오메이란 역
- 2018년 후난위성텔레비전 금응독파극장 《아적청춘우견니》 - 리쟈오디 역
- 2019년 CCTV-1 제일특약극장 《희망적대지》 - 우신란 역
- 2019년 동방 위성 텔레비전 《정영율사》 - 두페이의 마님 역
- 2020년 CCTV-1 제일특약극장 《최미역행자》 - 저우싱옌 역
- 2020년 후난위성텔레비전 금응독파극장 《애적리미》 - 린지에 역
- 2021년 동방 위성 텔레비전 동방극장 《이상지성》 - 허야오 역
- 2021년 후난위성텔레비전 금응독파극장 《호호생활》 - 소피 역
- 2022년 CCTV-8 황금강당극장 《호녀호남》 - 구샤오난 역
- 2024년 유쿠 웹드라마 《니야유금천》 - 바이신멍 역
- 2024년 아이치이 웹드라마 《남래북왕》 - 야오위링 역